# Condado de Pipestone
O Condado de Pipestone é um dos 87 condados do estado americano de Minnesota. A sede do condado é Pipestone, e sua maior cidade é Pipestone. O condado possui uma área de 1 207 km² (dos quais 1 km² estão cobertos por água), uma população de 9 895 habitantes, e uma densidade populacional de 8 hab/km² (segundo o censo nacional de 2000). O condado foi fundado em 1857.